# 舍拜塔穆赫塔爾
36°45′21″N 7°44′30″E / 36.75583°N 7.74167°E
舍拜塔穆赫塔爾（阿拉伯语：‎），是阿爾及利亞的城鎮，位於該國東北部塔里夫省，由德雷安區負責管轄，面積42平方公里，海拔高度7米，2008年人口23,135，人口密度每平方公里551人。